# Pere d'Artés
Pere d'Artés (séculos XIV-XV) foi um cortesano valenciano. Foi senhor de Alfafara, Esta senhoria a comprou o 9 dezembro 1392 aos Orís, e o seu filho e neto a tiveram também, até que foi vendida ao rei de Aragão.
Ocupou diversos cargos de confiança na corte do rei João I de Aragão: conselheiro, moço de câmara e maestre racional entre outros. Também fez de embaixador suo no assunto da sua boda com Violante de Bar, na cidade de París. Também foi cortesano de Martim I de Aragão, que o nomeu o seu testamenteiro (1407).
Mecenas das letras, Francesc Eiximenis lhe dedicou o Llibre dels àngels (Livro dos Anjos) (1392); Eiximenis também redactou em catalão e não em latim, porque êle lhe pediu, a Vida de Jesucrist (Vida de Jesus Cristo) (1403?) e a dedicou a êle também, como indica o prólogo da obra. Antoni Canals lhe dedicou a tradução catalã das Exposicions del Pater Noster, Ave Maria i Salve (Exposições do Pai-Nosso, Ave Maria e Salve) (1406).
Encarregou-se das obras que se fizeram no Palácio del Real de Valência. Là êle mandeu fazer para êle a Câmara dos Anjos. Foi sepultado na capela dos Artés, fundada por êle mesmo, no monastério cartuxo de Portaceli.